# Mandal járás
Mandal járás (mongol nyelven: Мандал сум) Mongólia Szelenga tartományának egyik járása. Területe 4843 km². Népessége kb. 4200 fő, Dzűnhará (Зүүнхараа) város nélkül.
Székhelye Mandal (Мандал), mely 220 km-re fekszik Szühebátor tartományi székhelytől és 6 km-re Dzűnhará várostól.